# Göran Bernegau
Jöran Hieronymi Bernegau, född på 1600-talet, död i december 1679, var en svensk guldsmed.

## Biografi
Jöran Hieronymi Bernegau var son till Hieronymus Bernegau. Han var från 1648 till 1679 guldsmedsmästare i Norrköping. Han var 1654 bisittare i ämbetet och kallas 1658 ålderman. Bernegau avled 1679 och begravdes 3 januari 1680.

### Familj
Bernegau gifte sig första gången med Ingegärd (död 1662). De fick tillsammans barnen Hieronymus Gripenstedt (1649–1713) och Johan Gripenborg (1653–1737). Han gifte sig andra gången 10 juni 1663 i Norrköping med Anna Birgersdotter, dotter till borgaren Birger Ericsson i Norrköping.

## Verklista
- 1666 – Dopskål i S:t Anna kyrka.[4]
- Sked hos Statens Historiska museum.[4]
- Sked hos Nordiska Museet.[4]
- Två skålar hos Nordiska museet.[4]
- Vinkanna i Sankt Lars kyrka, Linköping.[4]
- Sked hos direktör Falk Simon i Göteborg.[4]